# Ácido arsênico
Ácido arsênico é o oxiácido com a fórmula química H3AsO4. Mais descritivamente escrito como AsO(OH)3, é um ácido incolor e o análogo para o arsênico do ácido fosfórico. Os sais de arsenato e fosfato se comportam de uma maneira muito similar. O ácido arsênico nunca foi isolado numa forma pura, sendo encontrado em solução, em que é largamente ionizado. Sua forma de semihidrato (H3AsO4·½H2O) forma cristais estáveis. Amostras cristalinas desidratam com condensação em 100 °C.

## Propriedades
Sendo um ácido triprótico, sua acidez é descrita por três equilíbrios:
H3AsO4  H2AsO−
4  +  H+  (K1 = 10−2.19)
H2AsO−
4  HAsO2−
4  +  H+  (K2 = 10−6.94)
HAsO2−
4  AsO3−
4  +  H+  (K3 = 10−11.5)
Estes valores Ka são próximos aos valores do ácido fosfórico. O íon altamente básico arsenato (AsO3−
4) é o produto da terceira ionização. Ao contrário do ácido fosfórico, o ácido arsênico é oxidante, capacidade mostrada pela sua habilidade de converter iodeto em iodo.

## Aplicações
Antoine Béchamp utilizou o ácido arsênico para sintetizar o ácido arsanílico em 1859, e chamou o produto de Atoxyl, acreditando que sua toxicidade seria reduzida em relação aos compostos de arsênio[carece de fontes?]. Esta síntese original, que envolve a reação de anilina com ácido arsênico, continua sendo usada hoje:
C6H5NH2  +  H3AsO4  →  H2O3AsC6H4NH2  +  H2O